# Caproni Ca.100
Caproni Ca.100 („Caproncino“, malý Caproni) byl cvičný a cestovní dvouplošník. Jednalo se jednomotorový, dvoumístný letoun, který byl vyráběn italskou společností Aeroplani Caproni ve třicátých letech 20. století. Byl vyráběn několika společnostmi, v několika modifikacích a byl poháněn různými motory.

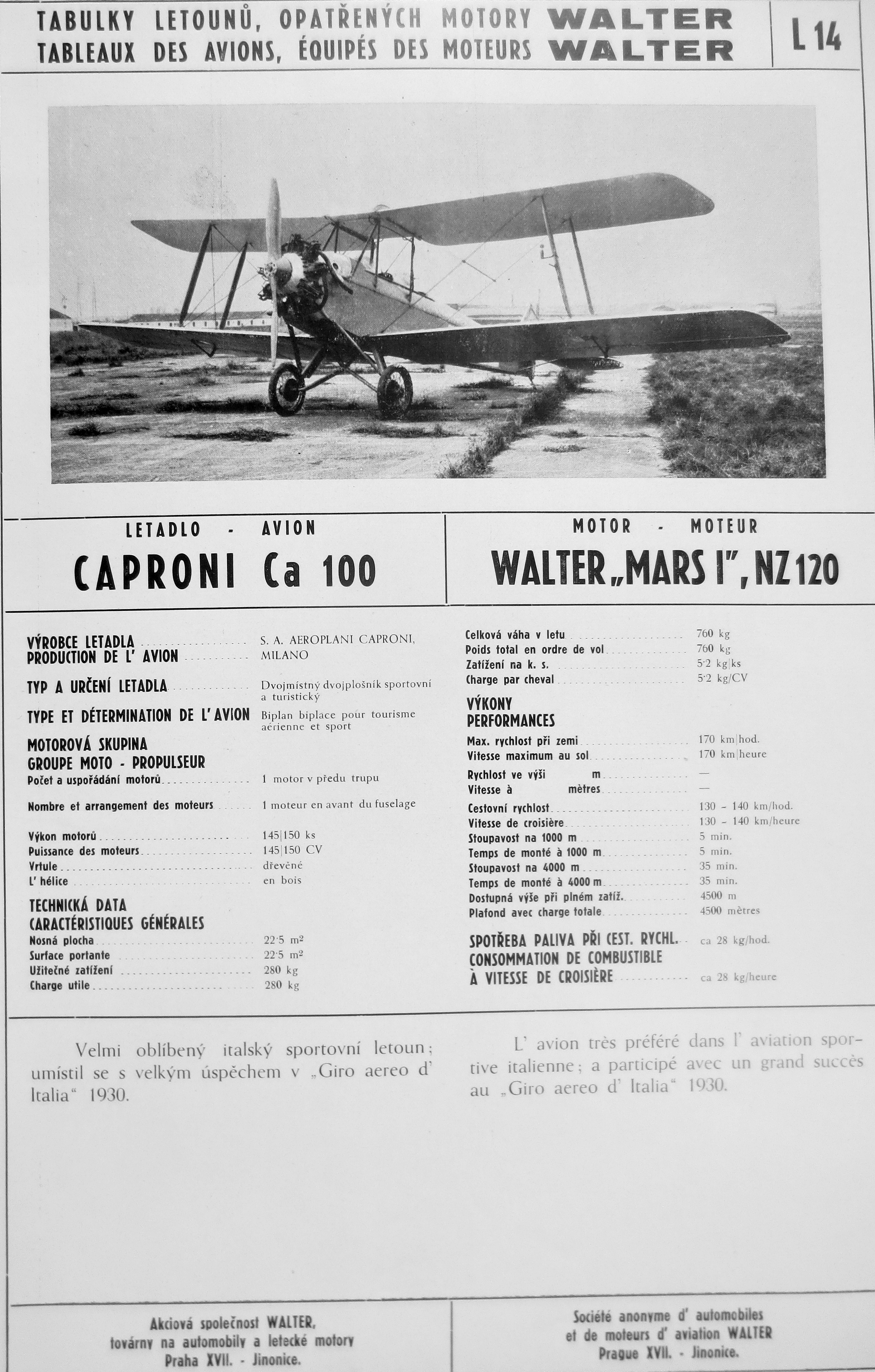
Caproni Ca.100 a Walter Mars I

## Vznik a vývoj
Konstrukce letounu Ca.100 vycházela z konstrukce letounu de Havilland DH.60 Moth, na který měl Gianni Caproni výrobní licenci. Konstrukce však byla podstatně přepracována. Horní křídlo bylo menší než spodní a také byla přepracována ocasní plocha. Jednalo se o letadlo s dřevěným rámem pokrytým překližkou a látkovým potahem, s trupem čtvercového průřezu a s tandemovými otevřenými kokpity. Poprvé vzlétl koncem roku 1928 v Miláně – Taliedu pilotován Domenicem Antoninim.
Letadlo bylo vyráběno na základě licencí mnoha italskými společnostmi: Caproni Aeronautica Bergamasca (C. A. B., dceřiná společnost Caproni, 76+25 hydro ks), Società Italiana Ernesto Breda per Costruzioni Meccaniche (158 ks), SA Aeronautica Macchi (především ve verzi hydro – hydroplán, 36 hydro) a Compagnia Nazionale Aeronautica SA (CAN, 150 ks). Vyráběla ho i dceřiná společnost Kaproni Bulgarski (Caproni Bulgare) pod názvem KB-1 Peperuda (motýl) a v licenci byl vyráběn i v Peru. Byl využíván leteckými školami v mnoha státech Evropy i Ameriky: Itálie, Portugalsko, Španělsko, Bulharsko a Československo na straně jedné a v Peru a v australským expedičním sborem v Itálii na straně druhé.
V Peru bylo v roce 1937 vyrobeno na základě licence, kterou zakoupila peruánská vláda, společností Caproni Aeronautica Peruana SA 12 strojů s celokovovou konstrukcí a s americkým motorem Kinner B-5 o výkonu 120 koní.
V Bulharsku bylo vyrobeno 9 strojů KB-1 Peperuda (motýl) v letech 1931–1932. Licenční letouny Caproni Ca.100 (7 ks) s hvězdicovým motorem Walter NZ-120 byly vyrobeny společností Kaproni Bulgarski (Caproni Bulgare), která sídlila v Kazanlaku. Letouny se používaly pro základní výcvik pilotů. Další 2 letouny byly dokončeny ve verzi Ca.100 hydro v roce 1932, ale námořnictvo je neschválilo pro provoz, proto zůstaly v majetku továrny.
Celkem bylo vyrobeno téměř 700 letounů. Ca.100 zůstal díky své snadnosti údržby a manévrovatelnosti mnoho let v civilních i vojenských leteckých školách a několik je jich využíváno i v současnosti.

## Popis letounu
Letoun Caproni Ca.100 byl robustní, všestranný a snadno ovladatelný. Jednalo se o dvoumístný stroj se smíšenou konstrukcí ze dřeva a kovu. Kokpity byly v tandemovém uspořádání se zdvojeným řízením. Pilot seděl na zadním sedadle a žák vpředu. Za zadním sedadlem byl zavazadlový prostor. Trup měl čtyřúhelníkový průřez pokrytý překližkou.
Horní křídlo mělo menší nosnou plochu než dolní křídlo, což je u dvouplošníků celkem řídký jev. Obě křídla s vertikálním vzepětím byla vyrobena ze dřeva a byla potažena plátnem, přičemž spodní křídlo bylo vybaveno vztlakovými klapkami Handley-Page. Křídla byla vzájemně spojena pomocí vzpěrových sloupků ze zploštělých trubek a navíc mezi křídly navzájem byly křížem ocelové dráty. Stejné vzpěrné sloupky (6 ks) nesly i obě poloviny horního křídla. 
Standardní verze měla pevný, konvenční podvozek s tlumiči nárazů a zadní ostruhu. Nezávisle zavěšená kola na trubkové konstrukci byla vybavena brzdami. Palivo bylo k motoru přepravováno z hlavní nádrže (stejně jako u de Havilland DH.60 Moth), která byla umístěna ve střední části horního křídla. Hlavní nádrž měla objem 89 l, pomocná nádrž 36 l. Ze dvou pomocných nádrží v trupu je benzín čerpán do hlavní nádrže pomocí ruční pumpy pilotem ze zadního sedadla.
Letoun byl osazen mnoha typy motorů o výkonech 59–107 kW/80–145 k, jak řadovými tak hvězdicovými. Nejběžnější z řadových byly italské, šestiválcové vzduchem chlazené motory Colombo S.53 a S.63, Isotta Fraschini Asso 80 R a Fiat A.60. Z hvězdicových to byly Fiat A.50, Fiat A.53, Fiat A.54, Farini T.58, britské řadové Cirrus Major, de Havilland Gipsy I, de Havilland Gipsy Major a československé hvězdicové Walter NZ-120 a Walter Mars.

## Použití
Regia Aeronautica obdržela v letech 1930–1937 dva prototypy a 675 produkčních modelů Ca.100. Drtivá většina byla ve standardním provedení Ca.100 (pozemní) a k tomu 25 verzí hydro. Letoun byl používán jako cvičné letadlo pro základní výcvik ve vojenských leteckých školách Regia Aeronautica. Některé letouny provozovala Regia Aeronautica jako průzkumné letouny (meteorologický průzkum). Jiné, upravené pomocí instalace háku, byly použity pro vlečení kluzáků. Tento letoun se úspěšně představil v srpnu 1930 na letecké soutěži Giro aereo d'Italia. Celkem bylo v soutěži 7 letounů Ca. 100, z nichž nejlépe se umístil Martellini na 16. místě (Walter NZ-120). V samotné soutěži zvítězil Paride Sacchi na letounu Breda Ba.15-S rovněž s motorem Walter NZ-120.
Domenico Antonini a Spartaco Trevisan vytvořili 27. února 1931 světový rekord v kategorii letounů do hmotnosti 680 kg, když vystoupali do výšky 5 324 m. V dubnu provedl spisovatel a profesor univerzity Vittorio Beonio Brocchieri dálkový let z Milána do Bagdádu a zpět, v říjnu až listopadu následoval let 18 000 km do Súdánu a zpět. V červenci až srpnu 1934 byl vykonán dálkový let Řím-Irkutsk-Řím o délce 17 000 km. K 31. červenci 1943 (fašistický režim padl 25. července 1943, den italské kapitulace 3. září 1943) mělo královské letectvo stále ještě 241 strojů. Některé Ca.100 z tohoto počtu letounů zůstalo v používání i po druhé světové válce.
V Bulharsku létaly KB-1 Peperuda s civilní imatrikulací LZ-COA, LZ-COB, LZ-COC, LZ-COD, LZ-COE, LZ-COF a LZ-COH.
Caproni Ca.100 (výr. č. 3251) zakoupila k testovacím účelům firma A.S. Walter a do rejstříku byl s imatrikulací OK-WAM zapsán v 24.6.1932. Původní určení nákupu bylo nejspíš ověření zástavby motorů Walter do tehdy poměrně populárního cvičného sportovního letounu. Později ho továrna darovala či snad odprodala Aeroklubu republiky Československé a kariéru ukončil u Masarykovy letecké ligy. Z leteckého rejstříku byl vymazán v roce 1939.
V Itálii byl provozován s motorem Walter řady NZ i letoun Ca.100 (výr. č. 3379) s civilní imatrikulací I-MADI, se kterým generál Valle 18. června 1935 navštívil při inspekční cestě IV. bombardovací brigádu ve Ferraře.

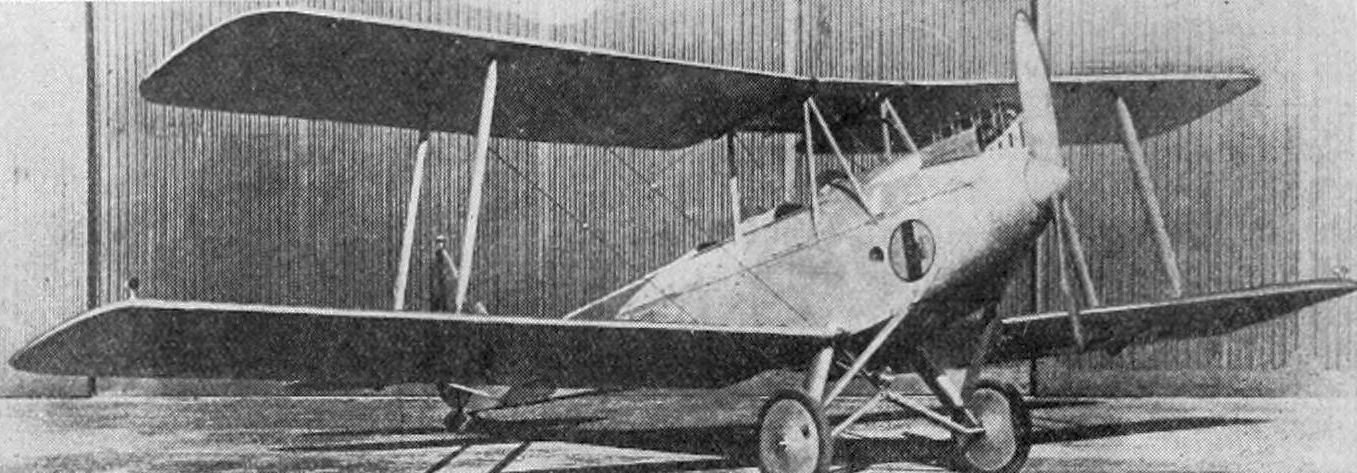
Caproni Ca.100T (Aero Digest, červen 1930)

## Verze
- Ca.100: standardní verze
- Ca.100T: základní cestovní verze také se sklopnými křídly
- Ca.100 bis: gran turismo verze s uzavřeným kokpitem
- Ca.100 hydro: verze hydroplánu realizovaná ve spolupráci se společností Macchi, postaveno 30 letounů
- Ca.100 anfibia: upravená obojživelná verze s integrovanými koly do plováků
- KB-1 Peperuda: verze vyráběná v Bulharsku s motorem Walter NZ-120[5]

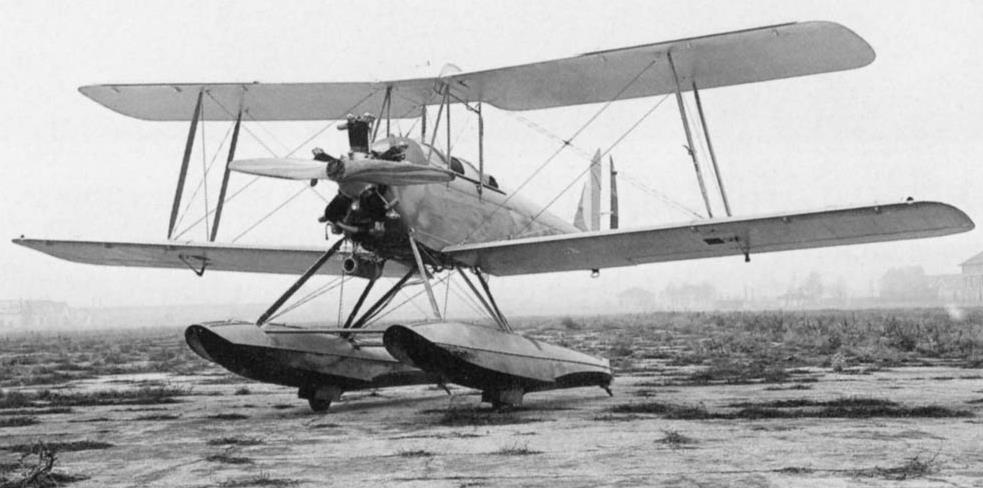
Caproni Ca.100 anfibia s motorem Farini T.58

### Motorizace
- Italské království
  - Alfa Romeo 6C – 59 kW/80 k (motor z automobilu Alfa Romeo 6CA o objemu 1750 cm3)
  - Colombo S.53 – 66 kW/90 k
  - Colombo S.63 – 96 kW/130 k
  - Farina T.58 – 96 kW/130 k
  - Fiat A.50 – 63 kW/85 k
  - Fiat A.53 – 81 kW/110 k
  - Fiat A.54 – 81 kw/110 k
  - Fiat A.60 – 63 kW/85 k
  - Isotta Fraschini Asso 80 R – 77 kW/105 k
- Spojené království
  - Cirrus Hermes – 78 kW/105 k
  - de Havilland Gipsy I – 74 kW/100 k
  - de Havilland Gipsy Major – 99 kW/135 k

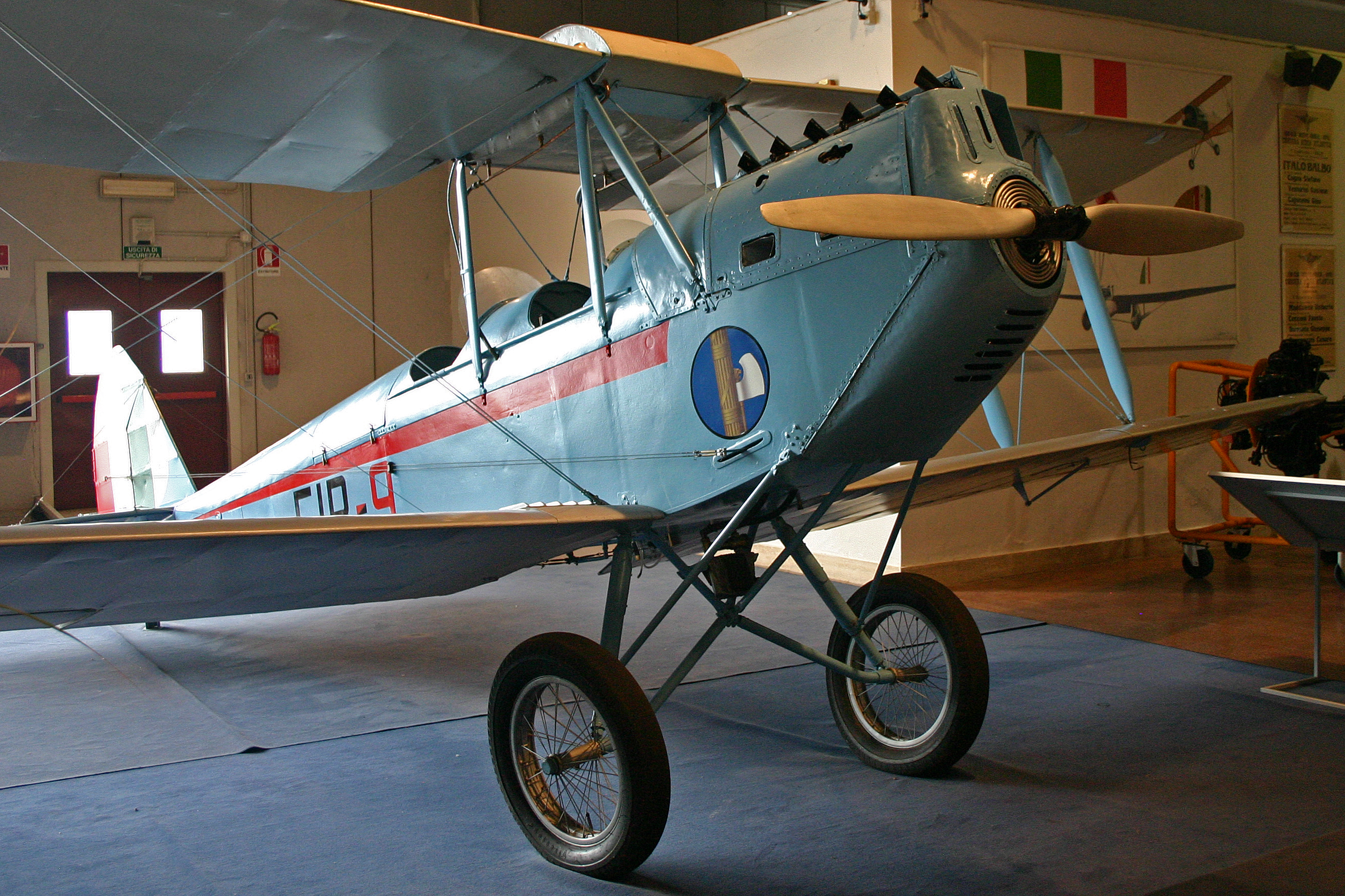
Caproni Ca.100 (I-GTAB, FIR-9, Vigna di Valle

- Peru
  - Kinner B-5 – 88 kW/120 k
- Československo
  - Walter Mars – 107 kW/145 k
- Bulharsko
  - Walter NZ-120 – 88 kW/120 k

## Dochované exempláře

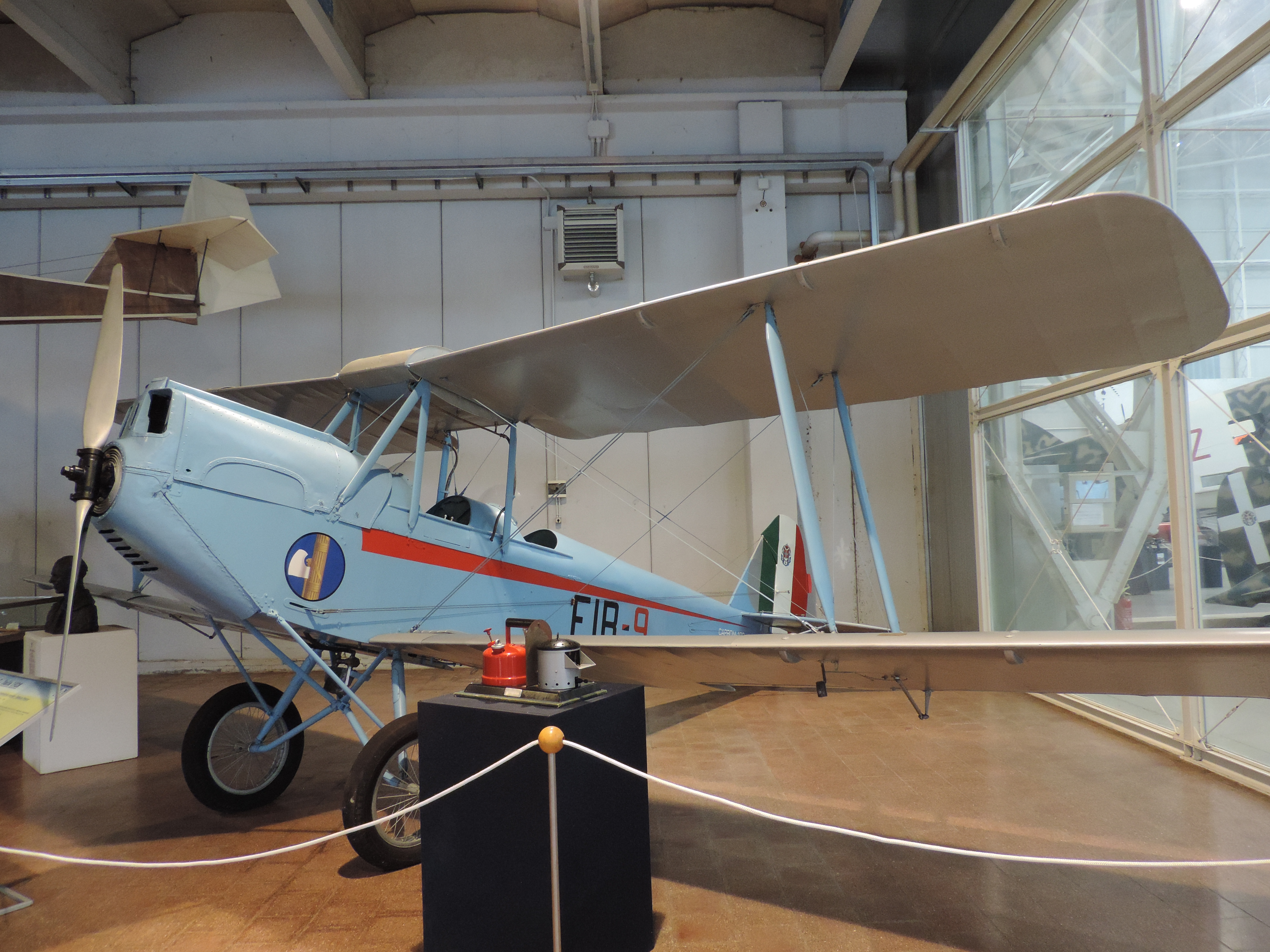
Caproni Ca.100 ve Vigna di Valle

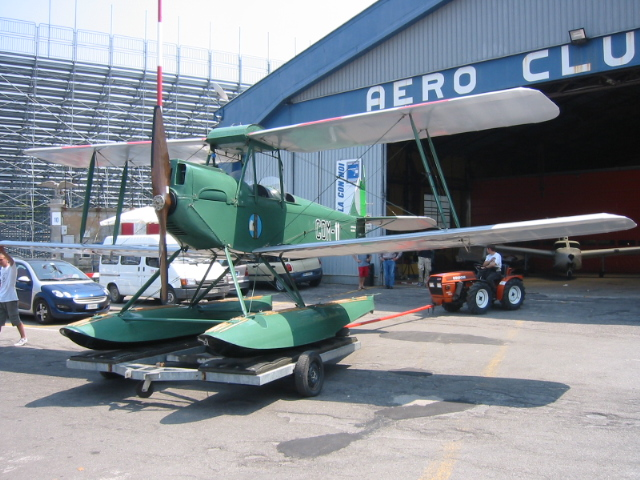
Ca.100 hydro (Aero Club Como)

- Muzeum historie italského vojenského letectva v Římě (Vigna di Valle). Zde je vystaven Ca-100 (FIR-9, I-GTAB) který byl použit ve letecké škole ve Florencii ve 30. letech 20. století.[10]
- Letecké muzeum Gianni Caproni v Trentu. Zde je vystaven Ca.100 hydro (MM56237, I-DISC), který Aero Club Como věnuje rodině Caproni[11]
- Soukromý letoun Ca.100 hydro (imatrikulace I-ABOU) vlastní Gerolame Gavazzi a je „hangárován“ v Aero Clubu Como a je stále funkční[12]
- Na poli Nervesa della Battaglia (UD) se nachází model Caproni Ca-100 s klasickým vozíkem a motorem Colombo S.3 o výkonu 130 koní (značky I-CAMM), téměř zcela přestavěný Giancarlem Zanardem a Mario Marangonim. Letadlo je funkční.
- Na letišti Biella je hostem Caproni Ca-100 (dříve MM55914, I-ABMT) s klasickým podvozkem a motorem Colombo S.3. Vlastníkem letounu postaveném v roce 1933 je ing. Adriano Perardi a je to v současné době nejstarší italské letadlo v provozu.[13]
- V Rijádu v Saúdské Arábii v leteckém muzeu Saqer-Aljazirah je k vidění Caproni Ca-100 s klasickým vozíkem a motorem Fiat A.50 o výkonu 85 koní
- Kaproni Bulgarski KB-1 (imatrikulace LZ-COA) je v leteckém muzeu Krumovo v Plovdivu, Bulharsko

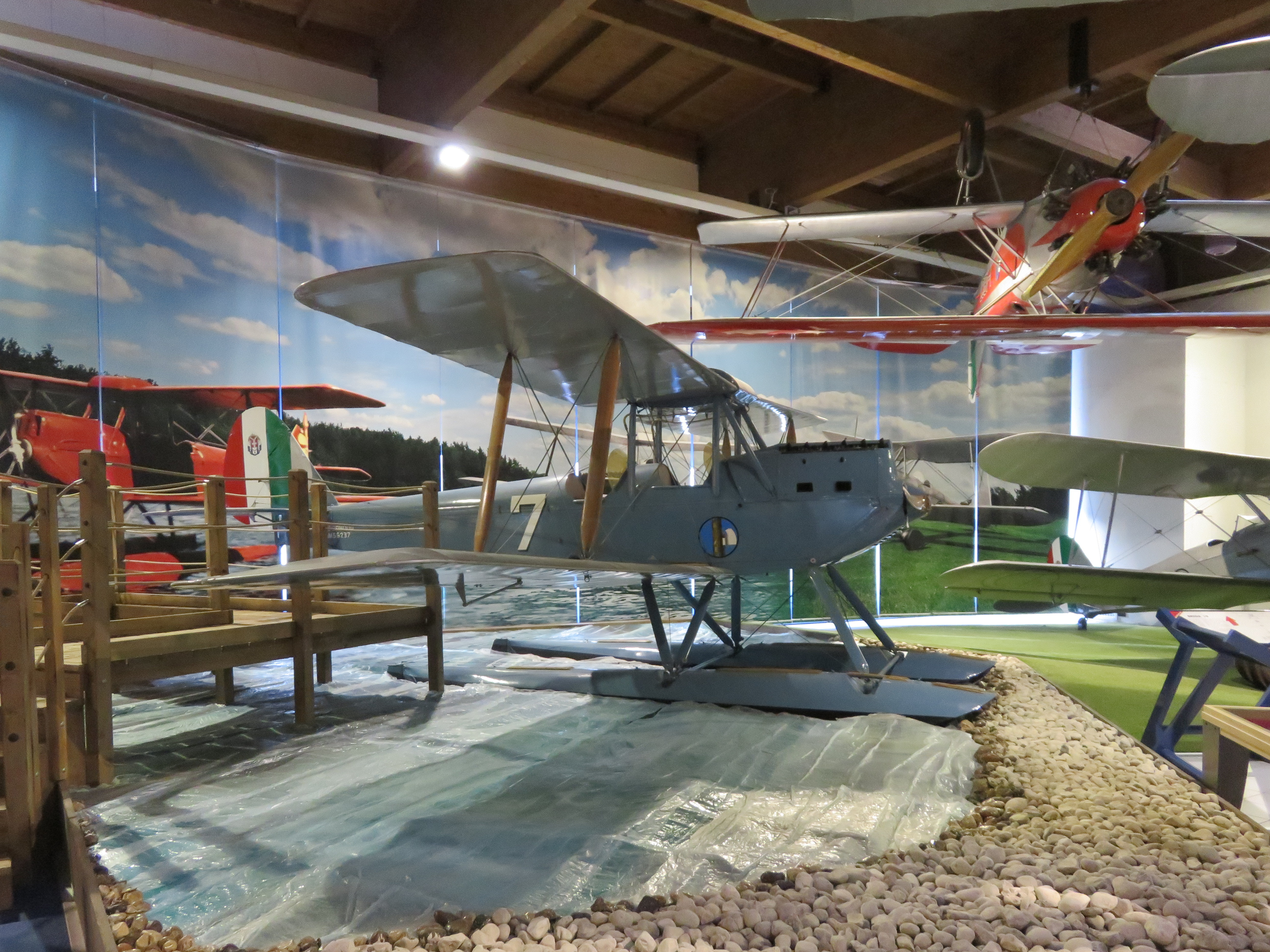
Ca.100 hydro v Trentu

## Uživatelé

### Civilní
- Italské království
  - Reale Unione Nazionale Aeronautica (RUNA, Královská národní letecká unie)
  - Ministero Aeronautica
- Československo
  - A.S. Walter, jeden letoun
  - Masarykova letecká liga
- Itálie
  - aerokluby

### Vojenští
- Italské království
  - Regia Aeronautica
  - Aviazione Legionaria (expediční letectvo ve španělské občanské válce)
- Spojené království[14]
  - Royal Air Force, čtyři letouny
- Španělsko
  - Španělské letectvo, dva letouny
- Portugalsko
  - Portugalské letectvo, jeden letoun
- Peru
  - Peruánské letectvo, dvanáct letounů
- Bulharsko
  - Bulharské letectvo, sedm letounů
- Austrálie[14]
  - Královské australské letectvo, ukořistěné letouny skvadronou No.112 Sq v italském Agnone v roce 1943[15]

## Specifikace
Údaje dle

### Technické vlastnosti
- Posádka: 2 (instruktor a žák)
- Délka: 7,30 m
- Rozpětí křídel: 10,00 m
- Výška: 2,73 m
- Nosná plocha křídel: 24,44 m²
- Hmotnost prázdného letounu: 500 kg
- Celková hmotnost: 760kg
- Pohon: 1 × Colombo S.63 s výkonem 130 k (96 kW)
- Vrtule: dvoulistá, dřevěná

### Výkony
- Maximální rychlost: 180 km/h
- Minimální rychlost: 75 km/h
- Dolet: 600 km
- Dostup: 4 500 m
- Rychlost stoupání: 2 m/s, 25 min. do 3000 m